# Pascual Jordan
Ernst Pascual Jordan (n. 18 octombrie 1902, Hannover, Imperiul German – d. 31 iulie 1980, Hamburg, RFG) a fost un fizician teoretician german. A adus contribuții importante la formularea matricială a mecanicii cuantice și a elaborat relațiile canonice de anticomutare pentru fermioni în teoria cuantică a câmpurilor.

## Biografie
S-a născut în anul 1902 și a decedat în anul  1980. Jordan a absolvit Institutul de Tehnologii în Hanovra natală și Universitatea din Göttingen, unde a obținut doctoratul în anul 1924. A părăsit Göttingenul pentru Universitatea din Rostock și a  obținut profesoratul acolo în anul 1935. Mai târziu în anii 1944-1952 a predat fizica teoretică  la Berlin, și la Hamburg  din 1951 până la pensionare în anul 1970.
Jordan a fost unul dintre fondatorii teoriei moderne cuantice. În anul 1925 el a colaborat cu Max Born iar în anul 1926 cu Werner Heisenberg la formularea mecanicii cuantice. De asemenea a contribuit substanțial la dezvolatrea electrodinamicii cuantice. El a dezvoltat o nouă teorie a gravitației concomitent cu Carl Brans și Robert Dicke.

## Despre
- Oxford Dictionary of Scientists. The world's most trusted reference books. Oxford University press, Papperback ed. 1999, p. 288